# Prochor Prudnikow
Prochor Grigorjewicz Prudnikow (ur. 1905 w Szełbicy w obwodzie smoleńskim, zm. 1967 w Smoleńsku) – oficer NKWD, jeden ze sprawców zbrodni katyńskiej.
Skończył 4 klasy szkoły powszechnej, w 1934 wstąpił do NKWD, a w 1940 został członkiem WKP(b) (kandydat od maja 1939). Młodszy nadzorca, potem starszy nadzorca aresztu śledczego w Smoleńsku i aresztu śledczego Zarządu NKWD obwodu zachodniego/obwodu smoleńskiego. Od 1938 komendant bloku więzienia Zarządu NKWD obwodu smoleńskiego. Brał udział w mordowaniu polskich jeńców w Katyniu, 26 października 1940 wymieniony w rozkazie Ławrientija Berii jako nagrodzony za "pomyślne wykonanie zadań specjalnych". Od lipca 1941 do kwietnia 1946 służył w Armii Czerwonej, m.in. jako politruk kompanii. Po wojnie pracował w Zarządzie MGB.

## Odznaczenia
- Order Czerwonego Sztandaru (1951)
- Order Czerwonej Gwiazdy (1947)

I 2 medale.